# Уральская улица (Москва)
Ура́льская у́лица — улица, расположенная в Восточном административном округе города Москвы на территории района Гольяново.

## История
Улица получила своё название 9 августа 1965 года по Уральским горам, являющимся восточной границей Европы, в связи с расположением на востоке Москвы.
В 1970-х годах (между 1970 и 1979 годами) крутой поворот трассы Уральской улицы был скруглён, прежняя трасса улицы проходит позади д. 21.

## Расположение
Уральская улица, являясь продолжением 9-й Парковой улицы, проходит от Щёлковского шоссе на север, с запада к ней примыкает Амурская улица, далее Уральская улица пересекает Байкальскую улицу, образуя площадь Белы Куна, затем к Уральской улице с востока примыкает Алтайская улица, после чего улица поворачивает на восток, с севера к ней примыкает Курганская улица, Уральская улица проходит далее до Камчатской улицы, за которой продолжается как Уссурийская улица. Нумерация домов начинается от Щёлковского шоссе.

### Перспективы развития
Существует проект соединения с Черницынским проездом.

## Примечательные здания и сооружения
По чётной стороне:
- № 2 — Московский автовокзал;
- № 8 — жилой дом. Здесь жил музыковед Григорий Головинский[6].

## Транспорт

### Автобус
По улице проходят автобусы 68, 171, 223, 257, 557, 627, 627к, 645, н3.

### Метро
- Станция метро  Щёлковская Арбатско-Покровской линии — у южного конца улицы, на пересечении с Щёлковским шоссе.

- Примерно в 2027 году в конце улицы появится станция метро «Гольяново».